# 河相一成
河相 一成（かわい かずしげ、1932年9月20日 - 2021年10月24日 ）は、日本の農業経済学者。東北大学名誉教授。横浜市出身。1957年東北大学経済学部卒。1976年「戦後日本の小農と土地所有に関する研究」で農学博士。東北大学農学研究所助教授を経て、農学部教授。1996年定年退官後、名誉教授。農業・食糧経済学。みやぎ憲法九条の会事務局長。

## 著書
- 『危機における日本農政の展開 構造農政の論理と小農』大月書店 現代資本主義叢書 1979
- 『食卓から見た日本の食糧』新日本新書 1986
- 『食糧・農業問題全集 14-A 食糧政策と食管制度 歴史と現状の全データ』犬塚昭治共編 河相執筆　農山漁村文化協会 1987
- 『日本の米』新日本新書 1990
- 『食管制度と経済民主主義』新日本出版社 1994
- 『食卓からみる新食糧法』新日本新書 1996
- 『恐るべき「輸入米」戦略 WTO協定から米と田んぼを守るために』合同出版 2000
- 『市民の、市民による、市民のための日本国憲法論』光陽出版社 2004
- 『憲法九条と靖国神社』光陽出版社 2007
- 『現代日本の食糧経済』新日本出版社 2008
- 『海が壊れる-「水産特区」』光陽出版社 2011

### 共編著
- 『講座日本の社会と農業 2(東北編) みちのくからの農業再構成』宇佐美繁共編著 日本経済評論社 1985
- 『地域振興と兼業農家』編著 農山漁村文化協会 1985
- 『食糧・農業問題全集 12 農産物の価格と政策 過剰時代のすう勢』犬塚昭治共編 犬塚執筆 農山漁村文化協会 1987
- 『食糧・農業問題全集 14-B 流通「自由化」と食管制度 米-変わる流通揺れる管理』犬塚昭治共編 三島徳三執筆 農山漁村文化協会 1988
- 『食糧・農業問題全集 11-B 工業化社会の農地問題 構造問題と土地問題の接点』今村奈良臣共編 宇佐美繁ほか執筆 農山漁村文化協会 1989
- 『食糧・農業問題全集 11 A 国土利用と農地問題 地価形成と農地流動のメカニズム』今村奈良臣共編 石井啓雄共著 農山漁村文化協会 1991
- 『地域再構成の展望』星埜惇共編 中央法規出版 1991
- 『米市場再編と食管制度』編著 農林統計協会 1994
- 『解体する食糧自給政策』編 日本経済評論社 1996

## 論文
- ＜河相一成